# Zeuxo coralensis
Zeuxo coralensis är en kräftdjursart som beskrevs av Jürgen Sieg 1980. Zeuxo coralensis ingår i släktet Zeuxo och familjen Tanaidae. Inga underarter finns listade i Catalogue of Life.